# Szumsko-Kolonia
Szumsko-Kolonia (do końca 2015 roku Szumsko-Kolonie) – wieś w Polsce położona w województwie świętokrzyskim, w powiecie kieleckim, w gminie Raków.
W latach 1975–1998 miejscowość administracyjnie należała do województwa kieleckiego.